# Sheiks
Sheiks (auch Os Sheiks und The Sheiks, dt.: (Die) Scheichs) war eine portugiesische Beat-Band aus Lissabon. Als erfolgreichste portugiesische Beatband, und auf Grund ihres Musikstils, werden sie häufig als die portugiesischen Beatles bezeichnet. Sie treten noch sporadisch auf.

## Bandgeschichte

### Bis 1965
Die Gruppe gründete sich 1963 in Lissabon. Carlos Mendes und Fernando Chaby hatten bereits zusammen in der Beatband Windsors gespielt, als sie 1963 mit Paulo de Carvalho und Jorge Barreto die Sheiks gründeten. Alle Mitglieder waren 16 bis 17 Jahre alt und Anhänger von Pop-Quartetten der Zeit wie The Shadows und The Beatles, von denen sie inspiriert wurden. Die Sheiks spielten auf Schulfeiern und Studentenpartys, auf denen sie erste Eigenkompositionen zwischen ihre Versionen bekannter Lieder von Gruppen wie The Searchers, The Everly Brothers, The Beach Boys oder auch von Roy Orbison streuten. Sie wurden das Aushängeschild der aufkeimenden Jugendszene der Avenida de Roma und die Projektionsfläche für ihre kosmopolitischen Sehnsüchte. Grund war nicht nur ihre lokale Herkunft und ihr Musikstil, sondern besonders ihre in Englisch geschriebenen stilsicheren Eigenkompositionen und ihr gelassenes, selbstsicheres Auftreten. Sie standen damit im Einklang mit der international sich verbreitenden British Invasion und waren die ernstzunehmendsten Namen in der Yéyé genannten Popmusik Portugals, neben Bands wie Conjunto Académico João Paulo, Conjunto Mistério, oder das Quinteto Académico.
1964 traten sie im Radioprogramm 23a hora (dt.: 23ste Stunde) von Rádio Renascença auf und machten dort auch erste Aufnahmen. Die Schallplattenfirma Valentim de Carvalho nahm die Band daraufhin unter Vertrag und produzierte von 1965 bis 1967 einige EPs mit ihnen. 1964 hatte die Band ihre Zusammensetzung verändert, und Edmundo Silva war dabei in die Band gekommen, nachdem er bereits eine Reihe von Liedern für sie geschrieben hatte. Auf der ersten EP 1965 interpretierten sie nun in neuer Besetzung Gerswhins Summertime, zeitgemäß und in englischer Originalsprache, während die drei anderen Stücke selbstgeschrieben waren, jedoch mit brasilianisch wirkendem Akzent von ihnen eingesungen wurden, da sie das Portugiesische nicht für passend zur Popmusik der Zeit hielten.
Ihre zweite EP mit vier selbstgeschriebenen englischsprachigen Stücken begründete den bis heute anhaltenden Ruhm der Sheiks. Insbesondere die beiden Titel Missing you und Tell me bird wurden auch in England, Spanien, Frankreich und Brasilien mehrmals veröffentlicht, und gelten als die markantesten Lieder der Gruppe. In Frankreich erreichte die Single dabei die höchsten Verkaufszahlen außerhalb Portugals und schaffte es kurzzeitig in die dortige Hitparade.

### 1966–1968
Motiviert durch den sich anbahnenden internationalen Erfolg, nahm die Gruppe weitere EPs auf, neben einer Single, die der erfolgreichen Portugiesischen Fußballnationalmannschaft und ihrem bekanntesten Spieler bei der Fußball-Weltmeisterschaft 1966, dem Torschützenkönig Eusébio gewidmet war. Die Sheiks interpretierten wieder verstärkt internationale Erfolgstitel, nun teilweise mit Elektronischer Orgel, und nahmen mit A Mala (dt.: Die Tasche) ein letztes portugiesischsprachiges Stück auf, das in Spanien unter Beatfreunden bekannt wurde. Im November nahmen sie ein einmonatiges Engagement in dem von Sylvie Vartan und Eddie Barclay geführten Club Bill Bouquet in Paris an, schrieben dort Lieder, und nahmen eine 1967 veröffentlichte EP auf. Sie nahmen danach jedoch keine weiteren Angebote an, und statt weiter eine internationale Karriere zu verfolgen, kehrten sie noch im Dezember 1966 nach Lissabon zurück. Carlos Mendes verließ danach die Gruppe, und der ehemalige Os Deltons-Musiker Fernando Tordo kam für ihn herein. 1967 nahmen sie ein Engagement im Nachtlokal Sete e Meio in Albufeira an der Algarve an, und nahmen eine letzte EP mit neuen eigenen Stücken auf, mit Orchestrierungen von Thilo Krassmann.

### Seit 1968
Im November 1967 hatten Paulo de Carvalho und Chaby die Band verlassen, und so wurden zwei neuen Musiker engagiert, um die eingegangenen Verpflichtungen im Jahr 1968 zu erfüllen. Ende des Jahres ´68 löste sich die Band dann auf. Fernando Tordo wurde danach als Solokünstler bekannt, etwa mit seinem 10. Platz beim Eurovision de la Chanson 1973, ebenso Carlos Mendes, der zweimal beim heute Eurovision Song Contest genannten Wettbewerb auftrat, und 1969 eine Single mit dem Stück Penina aufnahm, das Paul McCartney 1968 an der Algarve für die aus Porto stammende Beatband Jotta Herre geschrieben hatte (die das Stück ebenfalls 1969 auf einer eigenen EP veröffentlichte).
Auf Initiative von Fernando Chaby und Paulo de Carvalho, der als Solokünstler der erfolgreichste ex-Sheiks war, kam die Gruppe 1979 wieder zusammen. Sie nahmen in dem Jahr eine LP mit einer Zusammenstellung neuarrangierter Stücke von ihnen auf. 1980 traten sie im Fernsehen mit einer eigenen Sendung auf, in denen sie allein und auch mit geladenen Gastmusikern spielten, aber auch Sketche mit Schauspielern aufführten und Interviews gaben. Sie nahmen eine weitere LP auf, mit neuen und durchweg portugiesischsprachigen Liedern. Danach klang die Aktivität der Gruppe erneut aus.
Sie traten später noch gelegentlich in verschiedenen Formationen, jedoch stets mit Originalmitgliedern auf, etwa zu besonderen Anlässen wie ihrer Fernsehshow als Só nós trés (dt.: Nur wir drei, gemeint waren Tordo, Carvalho und Mendes) für die RTP zu Silvester 1989 im Casino Estoril. Eine noch weiter von ihrem ursprünglichen Sound entfernte Wiederauflage gab die Formation in der von Catarina Furtado moderierten Fernsehgala 2011.
2005 traten die Sheiks nochmal vor größerem Publikum auf, im Rahmen des IberRock-Festivals in Viseu. Ab Ende 2007 begann die Gruppe in Originalbesetzung eine vielbeachtete Reihe von Gastspielen im ganzen Land, in denen sie mit einer Mischung aus Selbstironie und Freude an der originalen Musik ihre Erfolgszeiten in den 60er Jahren Revue passieren ließen.
Im Januar 2013 tut sich die Gruppe erneut zusammen, um im Wintergarten des Teatro São Luiz bei Konzerten in intimer Atmosphäre auch mit Redebeiträgen und Anekdoten die Geschichte der Band zu erzählen.

## Diskografie

### Singles und EPs
- 1965: Summertime (EP, Parlophone/Valentim de Carvalho) [Summertime/Copo/Gloo, Gloo/Zalui]
- 1965: Tell Me Bird (EP, Parlophone/VC) [Missing You /When I'm Asking You/Tell Me Bird/Velho Moinho]
- 1966: Eusebio / Portugal É Que É O Tal (Single, Parlophone)
- 1966: Lonely Lost and Sad (EP, Parlophone/VC) [Lonely, Lost and Sad/Leave Me Alone/My Mother's Advice/A Mala]
- 1966: Yesterday Man (EP, Parlophone/VC) [Yesterday Man/ Michèlle/These Boots Are Made For Walkin'/Treat Her Right]
- 1966: Tears Are Coming (EP, Parlophone/VC) [I've Got To Give Up/Try To Understand/Tears Are Coming/I'm Feeling Down]
- 1967: Sheiks em Paris (EP, Parlophone/VC) [Lord, Let It Rain/Bad Girl/Baby Don´t Cry/Why Baby]
- 1968: That's All (EP, Parlophone/VC) [That's All/How Could You Forget/Old Generation/Bloody Dreamen]
- 1973: Missing You / Tell Me Bird (Single, EMI/VC)
- 1973: Lord, Let It Rain / Bad Girl (Single, EMI/VC)
- 1979: Tell Me Bird / Baby Don't Cry (Single, Boom/Nova)

### Alben
- 1979: Pintados de Fresco (LP, Boom/Nova)
- 1979: Os 20 Mais dos Sheiks (Best-of-LP, EMI/VC)
- 1980: Com Cobertura (LP, Boom/Nova)
- 1993: Os Grandes Êxitos dos Sheiks (Best-of-CD, EMI/VC)
- 1996: Missing You - Colecção Caravela (Best-of-CD, EMI/VC)
- 1998: O Melhor dos Melhores nº 82 (Nr. 82 der Best-of-CD-Serie, Movieplay)
- 2000: Clássicos da Renascença (Best-of-CD, Movieplay)
- 2009: Sheiks em Paris (CD, Som Livre; Werkschau 1965–1967, auch mit ihrer spanisch eingesungenen Single)